# Cooperia
Cooperia ist eine Gattung der Fadenwürmer, die im Dünndarm von Wiederkäuern parasitieren.

## Merkmale
Die relativ kleinen Parasiten sind rosa bis weiß. Sie haben ein kleines Kopfbläschen und eine deutliche Querstreifung in der Ösophagusregion. Der Körper trägt Längsleisten. Die Bursa copulatrix der Männchen ist im Verhältnis zur Körpergröße groß. Sie hat einen kleinen Dorsallappen. Die bräunlichen Spicula sind kurz und kräftig und haben im Mittelbereich deutliche flügelartige Erweiterungen, die, außer bei Cooperia surnabada, eine Querstreifung aufweisen. Eine Führungsstruktur (Gubernaculum) fehlt. Weibchen haben einen langen Schwanz. Die Vulva kann von einer Klappe bedeckt sein und liegt hinter der Körpermitte. Die Eier enthalten viele Blastomere. Die beiden kleinen Pole sind sehr ähnlich und die Seitenwände verlaufen parallel, was sie von denen der Gattung Ostertagia mit breiteren Polen und eher runden Wänden deutlich unterscheidet.

## Lebenszyklus
Cooperia haben einen direkten Lebenszyklus. Die mit der Nahrung aufgenommene Larve 3 wandert in die Darmkrypten und häutet sich zweimal. Die Adulten leben auf der Oberfläche der Darmschleimhaut. Die Präpatenz beträgt 2 bis Wochen.

## Arten
- Cooperia asamati
- Cooperia bisonis
- Cooperia curticei
- Cooperia mcmasteri
- Cooperia oncophora
- Cooperia pectinata
- Cooperia punctata
- Cooperia surnabada